# دالیپ تاهیل
دالیپ تاهیل (انگلیسی: Dalip Tahil؛ زادهٔ ۳۰ اکتبر ۱۹۵۲) هنرپیشه اهل کشور هند است.

## قسمتی از فیلمشناسی
- قتل بی‌نقص
- را. یک -۲۰۱۱
- مسابقه -۲۰۰۸
- آهسته و مخفیانه -۲۰۰۱
- برادر من -۲۰۰۰
- قلب -۱۹۹۹
- عشق -۱۹۹۷
- بازیگر -۱۹۹۳
- ترس -۱۹۹۳
- ما مسافران راه عشقیم -۱۹۹۳
- عشق عشق عشق -۱۹۸۹
- از قیامت به قیامت -۱۹۸۸
- سلام بمبئی -۱۳۹۵
- دل می‌گوید آفرین!
- تلاش
- پیروزی
- اجنبی
- اعلان
- شوهر
- شاهد دروغگو
- قیمت
- دل همچنان هندوستانی است
- عموی شاه
- همه را ترور کن
- افسر پلیس
- سرباز
- من قلبم را به شما دادم
- محبوب
- یه چیزی می‌خواهم بگویم
- امتحان
- عشق به بمبئی
- دل دیوانه من
- گزینه آخر
- شورش
- دو و نیم نامه عاشقانه
- برای عشق کاری خواهد کرد
- جهان
- سه‌گانگی
- سلطنت
- عظمت
- راز: حقیقت پنهان
- قصه عشق ۲۰۵۰
- پادشاه
- منطقه
- کیشن و کانیا
- نهال
- جانباز
- نترس
- ملکه زیبایی و شاه دزد
- گل
- نگاه
- آتش و شعله
- من دوست دارم
- انقلاب
- شاکالاکا بوم بوم
- زندانی عشق
- رقص رقص
- جلوه
- من نمی‌توانم درست فکر کنم
- گل و آتش
- عملیات مریخ
- کشاورز
- یک بار دیگر
- قفل کردن
- سلام خانم
- معنی
- سرگرمی
- گناهکار
- دربار
- اولین نامه عاشقانه
- رستم کوچولو
- راجو
- اگر ما ملاقات کنیم یا نکنیم
- بی‌خیال
- عشق بازی نیست
- ماشین
- عشق علاقه محبت
- تولسیداس کوچیکه
- اوباش امروز راجا
- صدای امروز
- ساخته‌شده در بهشت
- اذان
- جمعیت
- چنار: داستان عشق
- بنده خدا